# Ochicanthon mussardi
Ochicanthon mussardi är en skalbaggsart som beskrevs av Cuccodoro 2011. Ochicanthon mussardi ingår i släktet Ochicanthon och familjen bladhorningar. Inga underarter finns listade i Catalogue of Life.